# مارمبا آني
مارمبا آني (بالإنجليزية: Marimba Ani)‏ (دونا ريتشاردز) هي عالمة في علم الإنسان وباحثة في الدراسات الأفريقية والمعروفة بأحد أشهر مؤلفاتها «يوراغو» وهو نقد شامل للفكر والثقافة الأوروبية، وكذلك عرفت باستخدامها لمصطلح مافا "maafa" الذي يشير إلى الإبادة الأفريقية.

## حياتها العلمية
حصلت مارمبا آني على شهادة البكلوريوس في جامعة شيكاغو، وتحمل شهادتي الماجستير والدكتوراه في علم الإنسان من كلية الدراسات العليا في جامعة نيو سكولز. عملت كسكرتيرة ميدانية في اللجنة التنسيقية اللاعنفية الطلابية (SNCC) وذلك خلال مسيرة صيف الحرية في عام1964. تزوجت آني بوب موزس وهو ناشط حقوقي مدني، ولكن تطلقا في عام 1966. عملت كأستاذة في الدراسات الإفريقية في قسم دراسات بلاك اند بورتوريكو في كلية هنتر في ولاية نيويورك. ينسب لها استخدام مصطلح "maafa" لوصف الإبادة الإفريقية.

## يوروغو
هو أحد مؤلفات آني أصدرتها عام 1994، وهو نقد أفريقي للفكر والسلوك الثقافي الأوربي، درس تأثير الثقافة الأوربية على تشكيل أطر العمل المؤسساتية الحديثة من خلال الإستعمار والإمبريالية من وجهة نظر أفريقية. وصفت المؤلفة الكتاب بأنه «جدل عدواني متعمد»، ويستمد الكتاب عنوانه من أسطورة دوجون الكائن الغير مكتمل والمدمر المنبوذ من قبل خالقه.
قالت آني بأن الفكر الأوروبي يؤمن على نحو مطلق بسيادته، وذلك عند دراستها لأسباب سيادة البيض عالميا، وقالت: «الثقافة الأوربية فريدة من نوعها في التأكيد على المصلحة السياسية». اقترحت مارمبا آني في كتابها يوراغو تصوراً ثلاثياً للثقافة استنادا إلى المفاهيم التالية:
1. أسيلي (Asili)، بمعنى البذور المركزية أو «المصفوفة الناشئة» للثقافة،
2.أوتاماوازو (Utamawazo)، «الفكر الثقافي المنظم» أو النظرة العالمية، «الطريقة التي يجب أن يصاغ بها فكر أفراد ثقافة ما إذا كان المراد أن يتم تحقيق هذا المفهوم»،
3. أوتاماروهو (Utamaroho) «القوة الحيوية للثقافة أو مصدر الطاقة الذي يعطيها صبغتها العاطفية ويحفز السلوك الجماعي لأعضائها».
تستند المصطلحات التي تستخدمها آني في هذا السياق على اللغة السواحيلية.  أسيلي Asili هي كلمة سواحيلية شائعة تعني "أصل" أو "جوهر"؛ أوتاماوازو utamawazo ووأوتاماروهو utamaroho هي عبارة عن كلمتين جديدتين أنشأتهما آني، بناءً على الكلمات السواحيلية utamaduni وتعني ("الحضارة")، wazo («الفكر») و roho ("الحياة الروحية"). لا يُنظر إلى utamawazo و utamaroho على أنهما منفصلان عن كلمة asili ، بل مشتقان منها."
وصفت آني مفهوم أسيلي (asili) للثقافة الاوربية بأنها تهيمن عليها مفاهيم الفصل والسيطرة، حیث أن مفهوم الفصل يؤسس لثنائيات مثل «الإنسان» و «الطبيعة» و «الأوروبي» و «الآخر» و «الفكر» و «العاطفة» - الانفصال الذي ينتهي به الأمر إلى انكار وجود «الآخر»، والذي يصبح خاضعًا لاحتياجات الإنسان (الأوروبي). أما مفهوم السيطرة فهو متوار تحت مبدأ الشمولية، كما هو الحال في «استخدام التعابير 'العالمية' المجردة في التجربة الأوربية بهدف السيطرة على الناس والتأثير عليهم وتخويفهم».
ووفقا لنموذج آني، فإن مفهوم أوتاماواسو utamawazo للثقافة الأوروبية «مبني على الأيديولوجية والتجربة الثقافية الحيوية»، وقوتها الأوتامارو utamaroho أو القوة الحيوية، وهي الهيمنة التي تنعكس في جميع الهياكل الأوروبية وفرض القيم والحضارة الغربية على الشعوب في جميع أنحاء العالم، وتدمير الثقافات واللغات باسم التقدم.
يتناول الكتاب أيضًا استخدام مصطلح مافا Maafa لوصف العبودية، بناءً على كلمة سواحيلية تعني «كارثة كبرى». قام المفكرون المهتمون في الشؤون الأفريقية بعد ذلك بتعميم مفهوم آني وتوسيعه. قالت آني بأن الأوروبيين والأميركيين البيض لديهم «قدرة كبيرة على ارتكاب العنف الجسدي ضد الثقافات الأخرى» التي أسفرت عن معاملة «اللانسانية والإبادة الجماعية» بحق السود، وذلك نقلاً عن كل من تاريخ العبودية الذي استمر قرون من الزمن وأمثلة حديثة مثل دراسة توسكيجي.

## آراء نقدية
يصف فليب هيغز (Philip Higgs) كتاب يوراغو في كتابه «أصوات أفريقية في التعليم» بأنه «وصف ممتاز لأخلاقيات التعايش المنسجم بين البشر»، ولكنه ينتقد الكتاب بسبب «التغاضي عن هياكل عدم المساواة الاجتماعية والصراع التي يجدها المرء في جميع المجتمعات، بما فيها المجتمعات الأصلية»، ويعد ذلك بمثابة نقطة ضعف. يصف موليفي كيتي أسانتي Molefi Kete Asante كتاب يوراغو بأنه «عمل أنيق»  بينما يتهم ستيفن هاوي Stephen Howe آني بأنها لا تهتم كثيرا بالشأن الأفريقي في الواقع (ما وراء الرومانسية) ويتحدى نقدها لمنطق (المركزية الأوربية) حيث استخدمتها كثيرا في كتابها.

## أعمالها المنشورة
- «عقيدة الهيمنة الأوروبية»، المجلة الغربية لدراسات تاريخ السود.  المجلد 3، رقم 4، شتاء، 1979، الوجود الأفريقي، رقم 11، الربع الثالث، 1979.
- «الأساطير الاوربية: أيديولوجيا التقدم»،
- م. أسانتي وأ. فاندي (مُحرِّران)، الفكر الأسود المعاصر، بيفرلي هيلز: منشورات سيج، 1980 (59-79).
- دع الدائرة كاملة: الآثار الروحانية الأمريكية الأفريقية في المهجر. نيويورك: منشورات نكونيمبو، 1988 (الأصلي. 1980).
- دع الدائرة كاملة: الآثار الروحانية الأفريقية في بلدان الشتات "، الوجود الأفريقي.  رقم 117-118، 1981.
- "نياما الحدادة "The Nyama of the Blacksmith: الأهمية الميتافيزيقية للتعدين في أفريقيا"، مجلة دراسات السود. المجلد.  12، العدد 2، كانون الأول 1981.
- "الجمالية" الأفريقية والوعي الوطني، "في كريامو ويلش أسانتي (محرر). الجمالية الأفريقية، ويستبورت، دار نشر غرينوود، 1993 (63-82)
- يوروغو (Yurugu): نقد أفريقي للفكر والسلوك الثقافي الأوروبي. ترينتون: دار نشر أفريقيا العالمية، 1994.
- «مفهوم أسيلي الإفريقية» "The African Asili,"، في أوراق مختارة من وقائع مؤتمر الأخلاقيات والتعليم العالي والمسؤولية الاجتماعية، واشنطن العاصمة: دار نشر جامعة هاورد، 1996.
- «من أجل شفاء شعب» أريل كوفي أدي (محرر)، من أجل شفاء شعب: علماء أفارقة يعرِّفون واقع جديد، كولومبيا، ام دي، دار نشر كوجيغاغوليا، 1996 (91-125).
- «الكتابة كوسيلة لتمكين الافارقة من تقرير المصير»، في إليزابيث نونيز وبريندا إم غرين (محرران)، تعريف أنفسنا، كُتاب سود في التسعينيات، نيويورك: بيتر لانج، 1999 (209-211).